# Perdita xerophila
Perdita xerophila är en biart som beskrevs av Timberlake 1962. Perdita xerophila ingår i släktet Perdita och familjen grävbin. Inga underarter finns listade i Catalogue of Life.